# Campeonato Mundial de Natação em Piscina Curta de 2021 - 4x50 m livre misto
A prova dos 4x50 metros livre misto do Campeonato Mundial de Natação em Piscina Curta de 2021 foi disputado no dia 17 de dezembro de 2021, na Etihad Arena, em Abu Dhabi, nos Emirados Árabes Unidos.

## Recordes
Antes desta competição, os recordes mundiais e do campeonato nesta prova eram os seguintes:
|                       | Nacionalidade  | Tempo   | Local    | Data                   |
| --------------------- | -------------- | ------- | -------- | ---------------------- |
| Recorde mundial       | Estados Unidos | 1:27.89 | Hangzhou | 12 de dezembro de 2018 |
| Recorde do campeonato | Estados Unidos | 1:27.89 | Hangzhou | 12 de dezembro de 2018 |

## Medalhistas
| Ouro | Prata                                                                                              | Bronze                                                                                                 |
| Canadá · Joshua Liendo · Yuri Kisil · Kayla Sanchez · Maggie Mac Neil · Rebecca Smith[a] · Katerine Savard[a] | Países Baixos · Jesse Puts · Thom de Boer · Ranomi Kromowidjojo · Kira Toussaint · Kenzo Simons[a] | Vladimir Morozov Andrey Minakov Maria Kameneva Arina Surkova Daniil Markov[a] Rozaliya Nasretdinova[a] |

a  Nadadores que participaram apenas nas eliminatórias e receberam medalhas.

## Resultados

### Eliminatórias
As eliminatórias ocorreram dia 17 de dezembro com um total de 33 nacionalidades.
| Colocação | Bateria | Raia | Nacionalidade              | Nadadores | Tempo   | Notas            |
| --------- | ------- | ---- | -------------------------- | --- | ------- | ---------------- |
| 1         | 4       | 4    | Federação Russa de Natação | Andrey Minakov (21.04) Daniil Markov (21.30) Arina Surkova (23.50) Rozaliya Nasretdinova (24.00)                              | 1:29.84 | Q                |
| 2         | 4       | 5    | Itália                     | Marco Orsi (21.70) Leonardo Deplano (20.91) Silvia Di Pietro (23.78) Costanza Cocconcelli (24.05)                             | 1:30.44 | Q                |
| 3         | 2       | 4    | Países Baixos              | Jesse Puts (21.49) Kenzo Simons (21.20) Kira Toussaint (23.89) Ranomi Kromowidjojo (23.92)                                    | 1:30.50 | Q                |
| 4         | 3       | 5    | Estados Unidos             | Zach Apple (21.76) Hunter Tapp (21.73) Kate Douglass (23.59) Torri Huske (24.23)                                              | 1:31.31 | Q                |
| 5         | 1       | 4    | Hong Kong                  | Ng Cheuk Yin (22.26) Ian Ho (21.01) Siobhán Haughey (23.69) Tam Hoi Lam (24.37)                                               | 1:31.33 | Q,               |
| 6         | 3       | 4    | França                     | Maxime Grousset (21.48) Thomas Piron (21.69) Béryl Gastaldello (24.03) Analia Pigrée (24.30)                                  | 1:31.50 | Q                |
| 7         | 3       | 2    | Canadá                     | Joshua Liendo (21.00) Yuri Kisil (21.22) Rebecca Smith (25.01) Katerine Savard (24.40)                                        | 1:31.63 | Q                |
| 8         | 4       | 1    | Suíça                      | Thomas Hallock (22.14) Roman Mityukov (21.94) Nina Kost (24.67) Alexandra Touretski (24.38)                                   | 1:33.13 | Q,               |
| 9         | 2       | 5    | Turquia                    | Emre Sakçı (21.47) Baturalp Ünlü (21.73) Ekaterina Avramova (25.06) Selen Özbilen (25.89)                                     | 1:34.15 |                  |
| 10        | 4       | 3    | Eslováquia                 | Matej Duša (21.75) Ádám Halás (22.32) Lillian Slušná (25.58) Tamara Potocká (25.14)                                           | 1:34.79 | Recorde nacional |
| 11        | 4       | 9    | Luxemburgo                 | Julien Henx (22.45) Max Mannes (22.43) Julie Meynen (25.15) Monique Olivier (25.57)                                           | 1:35.60 | Recorde nacional |
| 12        | 3       | 1    | Bahamas                    | Lamar Taylor (22.10) Izaak Bastian (22.27) Lillian Higgs (26.03) Joanna Evans (26.03)                                         | 1:36.43 |                  |
| 13        | 1       | 6    | Tailândia                  | Supha Sangaworawong (22.91) Tonnam Kanteemool (22.91) Kornkarnjana Sapianchai (25.98) Jenjira Srisaard (24.78)                | 1:36.58 | Recorde nacional |
| 14        | 2       | 7    | Jamaica                    | Sidrell Williams (23.39) Alia Atkinson (25.04) Keanan Dols (23.61) Zaneta Alvaranga (25.78)                                   | 1:37.82 |                  |
| 15        | 3       | 6    | República Dominicana       | Josué Domínguez (22.92) Krystal Lara (25.85) Elizabeth Jiménez (26.89) Denzel González (22.96)                                | 1:38.62 |                  |
| 16        | 3       | 8    | Aruba                      | Elisabeth Timmer (25.77) Bransly Dirksz (24.98) Chloe Farro (26.47) Mikel Schreuders (21.64)                                  | 1:38.86 |                  |
| 17        | 2       | 6    | Andorra                    | Tomàs Lomero (23.10) Patrick Pelegrina (23.27) Mònica Ramírez (26.72) Nàdia Tudó (26.81)                                      | 1:39.90 | Recorde nacional |
| 18        | 3       | 9    | Antilhas Holandesas        | Stefano Mitchell (22.69) Jadon Wuilliez (22.15) Samantha Roberts (26.77) Bianca Mitchell (28.30)                              | 1:39.91 |                  |
| 19        | 3       | 3    | Armênia                    | Artur Barseghyan (22.32) Vladimir Mamikonyan (23.17) Varsenik Manucharyan (27.13) Ani Poghosyan (27.38)                       | 1:40.00 |                  |
| 20        | 2       | 9    | Ilhas Caimã                | Richard Allison (23.75) Liam Henry (24.16) Lauren Hew (26.24) Alison Jackson (25.93)                                          | 1:40.08 |                  |
| 21        | 1       | 7    | Senegal                    | Steven Aimable (23.02) Adama Niane (22.89) Jeanne Boutbien (27.49) Oumy Diop (26.80)                                          | 1:40.20 |                  |
| 22        | 2       | 3    | Albânia                    | Kledi Kadiu (23.20) Nikol Merizaj (25.68) Katie Rock (28.10) Dalvi Elezi (23.72)                                              | 1:40.70 |                  |
| 23        | 4       | 7    | Uganda                     | Tendo Mukalazi (23.78) Jesse Ssengonzi (23.44) Avice Meya (28.50) Kirabo Namutebi (25.82)                                     | 1:41.54 |                  |
| 24        | 2       | 0    | Santa Lúcia                | Jayhan Odlum-Smith (23.10) Naima Hazell (27.29) Terrel Monplaisir (24.45) Mikaili Charlemagne (26.77)                         | 1:41.61 |                  |
| 25        | 1       | 3    | Ilhas Feroé                | Bartal Erlingsson Eidesgaard (23.86) Johan Nónskarð Dam (25.14) Elisabeth Erlendsdóttir (26.62) Alisa Bech Vestergård (27.03) | 1:42.65 |                  |
| 26        | 3       | 0    | Mongólia                   | Batbayaryn Enkhtamir (24.36) Batmönkhiin Jürmed (24.83) Batbayaryn Enkhkhüslen (26.58) Khuyagbaataryn Enkhzul (27.16)         | 1:42.93 |                  |
| 27        | 1       | 1    | Seicheles                  | Mathieu Bachmann (23.85) Aaliyah Palestrini (27.50) Khema Elizabeth (28.34) Simon Bachmann (23.83)                            | 1:43.52 |                  |
| 28        | 2       | 1    | Ilhas Maurícias            | Gregory Anodin (23.57) Jonathan Chung Yee (25.81) Kimberley Kok (27.42) Tessa Ip Hen Cheung (26.95)                           | 1:43.75 |                  |
| 29        | 1       | 0    | Angola                     | Salvador Gordo (24.45) Lia Lima (28.99) Catarina Sousa (27.06) Henrique Mascarenhas (23.43)                                   | 1:43.93 |                  |
| 30        | 1       | 9    | Malawi                     | Filipe Gomes (23.67) Muhammad Moosa (28.42) Jessica Makwenda (28.94) Ammara Pinto (28.21)                                     | 1:49.24 |                  |
| 31        | 4       | 2    | Marianas Setentrionais     | Jinnosuke Suzuki (25.06) Juhn Tenorio (23.81) Asaka Litulumar (30.08) Shoko Litulumar (31.14)                                 | 1:50.09 |                  |
| 32        | 1       | 8    | Guam                       | Mineri Gomez (29.90) Mark Imazu (25.97) Keana Santos (29.58) Israel Poppe (24.66)                                             | 1:50.11 |                  |
| 33        | 2       | 2    | Maldivas                   | Mohamed Aan Hussain (25.07) Aishath Sausan (29.80) Hamna Ahmed (30.28) Ali Imaan (25.61)                                      | 1:50.76 |                  |
| 34        | 1       | 2    | Turcas e Caicos            | | DNS     |                  |
| 34        | 1       | 5    | Peru                       | | DNS     |                  |
| 34        | 2       | 8    | Bósnia e Herzegovina       | | DNS     |                  |
| 34        | 3       | 7    | Nigéria                    | | DNS     |                  |
| 34        | 4       | 0    | Singapura                  | | DNS     |                  |
| 34        | 4       | 6    | Tanzânia                   | | DNS     |                  |
| 34        | 4       | 8    | Cabo Verde                 | | DNS     |                  |

### Final
A final foi realizada em 17 de dezembro.
| Colocação         | Raia | Nacionalidade              | Nadadores                                                                                                | Tempo   | Notas            |
| ----------------- | ---- | -------------------------- | --- | ------- | ---------------- |
| Medalha de ouro   | 1    | Canadá                     | Joshua Liendo (20.94) Yuri Kisil (20.99) Kayla Sanchez (23.51) Maggie Mac Neil (23.11)                   | 1:28.55 | Recorde nacional |
| Medalha de prata  | 3    | Países Baixos              | Jesse Puts (21.33) Thom de Boer (20.35) Ranomi Kromowidjojo (22.97) Kira Toussaint (23.96)               | 1:28.61 |                  |
| Medalha de bronze | 4    | Federação Russa de Natação | Vladimir Morozov (21.17) Andrey Minakov (20.95) Maria Kameneva (23.17) Arina Surkova (23.68)             | 1:28.97 |                  |
| 4                 | 6    | Estados Unidos             | Ryan Held (20.86) Zach Apple (21.31) Kate Douglass (23.70) Abbey Weitzeil (23.17)                        | 1:29.04 |                  |
| 5                 | 5    | Itália                     | Lorenzo Zazzeri (21.13) Alessandro Miressi (21.18) Silvia Di Pietro (23.53) Costanza Cocconcelli (24.18) | 1:30.02 |                  |
| 6                 | 7    | França                     | Maxime Grousset (21.17) Thomas Piron (21.43) Marie Wattel (23.88) Béryl Gastaldello (23.58)              | 1:30.06 |                  |
| 7                 | 2    | Hong Kong                  | Ng Cheuk Yin (22.29) Ian Ho (20.61) Siobhán Haughey (23.42) Tam Hoi Lam (24.11)                          | 1:30.43 | Recorde nacional |
| 8                 | 8    | Suíça                      | Roman Mityukov (22.13) Thomas Hallock (21.37) Maria Ugolkova (24.13) Alexandra Touretski (24.33)         | 1:31.96 | Recorde nacional |

Legenda
| Recorde mundial       | Recorde mundial (World record)               |                       | Recorde africano                      | Recorde africano (African) |                                           | Q | Classificado por posição (Qualified) |
| Recorde do campeonato | Recorde do campeonato (Championship record)  | Recorde da América    | Recorde da América (Americas)         | q                          | Classificado por melhor tempo (Qualified) |   |                                      |
| Melhor marca do ano   | Melhor marca do ano (World leading)          | Recorde asiático      | Recorde asiático (Asian)              | DNS                        | Não largou (Did not start)                |   |                                      |
| Recorde nacional      | Recorde nacional (National record)           | Recorde europeu       | Recorde europeu (European)            | DNF                        | Não terminou (Did not finish)             |   |                                      |
| Recorde pessoal       | Recorde pessoal do atleta (Personal best)    | Recorde da Oceania    | Recorde da Oceania (Oceania)          | DSQ / DQ                   | Desclassificado (Disqualified)            |   |                                      |
| Recorde da temporada  | Recorde da temporada do atleta (Season best) | Recorde sul-americano | Recorde sul-americano (South America) | NM                         | Sem marca (No mark)                       |   |                                      |